# Alte Kathedrale Santiago de Managua

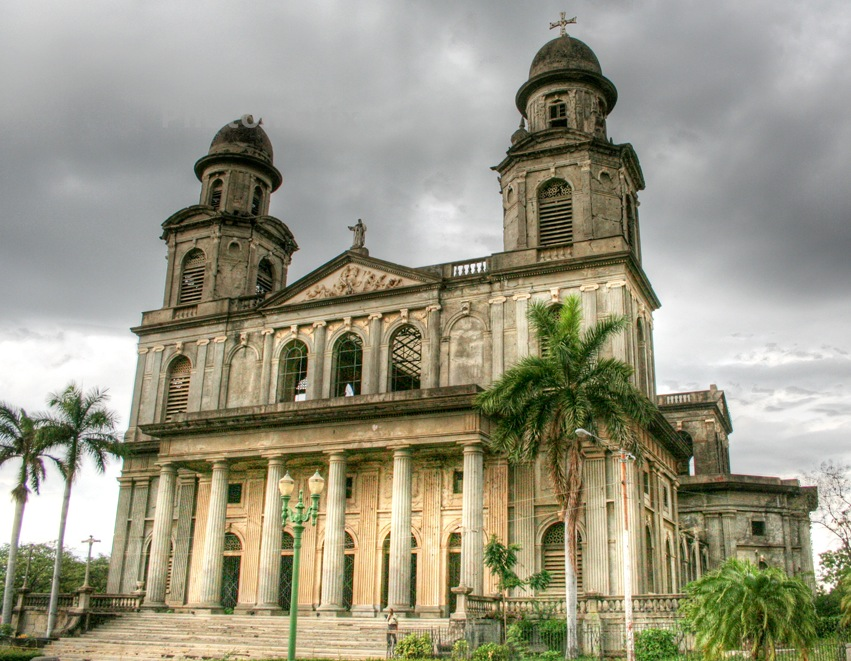
Alte Kathedrale Santiago de Managua

Die Alte Kathedrale Santiago de Managua in der nicaraguanischen Hauptstadt Managua wurde ab 1925 erbaut und 1946 geweiht. Bei einem Erdbeben 1972 wurde das Gebäude stark zerstört und ist heute eine Ruine. Sie befindet sich an der Plaza de la Revolution, vormals Plaza de la República. 
1993 wurde die Nachfolgerin Catedral Metropolitana de la Inmaculada Concepción de María de Managua fertiggestellt.

## Vorgängerbau
Die erste Kathedrale von Managua wurde 1783 auf Veranlassung des Priesters Juan Antonio Chamorro errichtet. In ihr wurde am 3. Mai 1914 der erste Erzbischof von Managua Lezcano y Ortega geweiht. Die Kathedrale wurde 1925 abgerissen.

## Geschichte

### Bauphase und Finanzierung
Für die Catedral de Santiago de Managua legte der nicaraguanische Präsident José Carlos Solórzano Gutiérrez am 5. April 1925 den Grundstein. Das Parlament erließ ein Gesetz zur Finanzierung, das eine Steuer von einem United States Dollar auf jeden Zentner Kaffee legte. Ein Privatmann steuerte Vermögen aus einer Erbschaft bei. Der Stahl wurde aus Belgien importiert. Das Atelier-Metallurgiques, de Nivelles in Belgien berechneten für das Stahlskelett 89.094.55 United States Dollar. 
Am 31. März 1931 um 10:33 Uhr wurde Managua durch ein Erdbeben mit 5,6 Grad auf der Richterskala zerstört, es starben mehr als 1.000 Menschen. Der Finanzier Monseñór Lezcano konnte dabei die Asche des Nationalhelden José Dolores Estrada Vado retten. Die bis dahin fertiggestellte Stahlkonstruktion der Kathedrale blieb unzerstört.

### Fertigstellung und Weihe
Am 1. Dezember 1938 eröffnete der nicaraguanische Diktator Anastasio Somoza García die Kathedrale. In ihr heiratete 1943 dessen Tochter Lillian Somoza Debayle. Am 24. Juli 1946, während der Hundertjahrfeier der Ernennung von Managua zur Stadt, wurde die Kathedrale geweiht.

### Erdbeben 1972

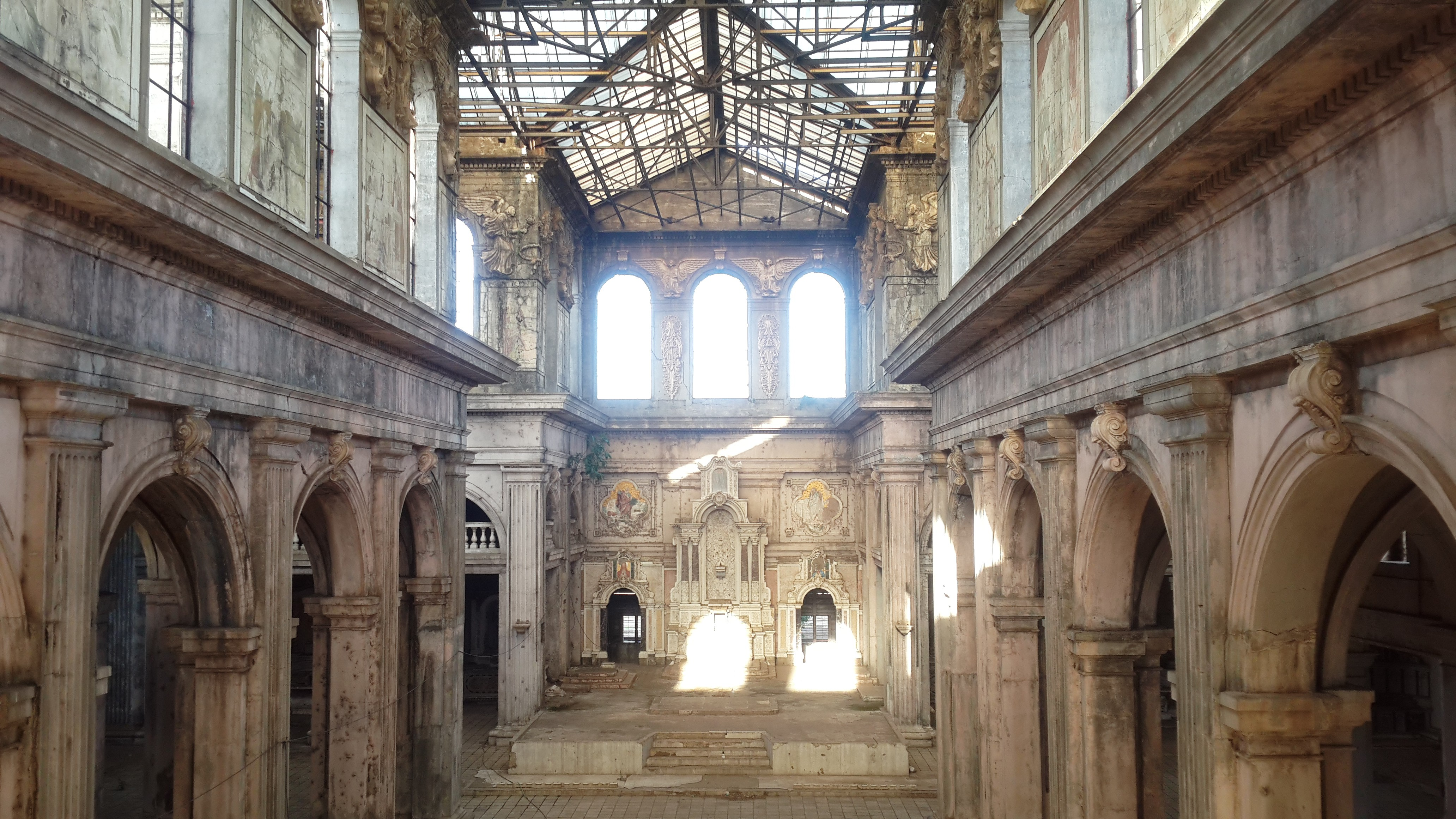
Das Kircheninnere

Am 23. Dezember 1972 ereignete sich zur Mittagszeit in Managua ein starkes Erdbeben von 6,2 Grad auf der Richterskala, mit zwei Nachbeben. Es zerstörte das Zentrum von Managua und tötete etwa 11.000 Menschen. Das Dach der Kathedrale stürzte ein. Sie konnte infolgedessen danach nicht mehr genutzt werden und steht bis heute als Ruine im Stadtzentrum von Managua.

## Architektur und Außenfassade
Ein erster Entwurf für den Bau sah ein großes zentrales Kirchenschiff mit separatem Campanile vor. Monseñór Lezcano beauftragte den Ingenieur Pablo Dambach, die Kirche auf der Basis einer Fotografie zu entwerfen, welche ihm besser gefiel. Die Kathedrale wurde als kaschierter Stahlskelettbau im neoklassischen Stil errichtet. Die Fassadenaufteilung ähnelt der von St-Sulpice de Paris.
Die östliche Außenseite des Kirchenschiffes beherbergte in Nischen Figuren von Bartolomé de Las Casas, Antonio Margil de Jesús, Isabella I. von Kastilien, Monseñor José Antonio Lezcano Morales (ein Onkel des Finanziers), Christoph Kolumbus, Ferdinand VII. von Spanien und Francisco Hernández de Córdoba, dem Gründer Nicaraguas.